# Érika Guevara Rosas
Érika Guevara Rosas es una abogada de derechos humanos y feminista con nacionalidad mexicana y estadounidense, reconocida por su vinculación con la organización Amnistía Internacional como su actual directora global de investigación, incidencia, política y campaña , donde dirige el trabajo de derechos humanos de la organización a nivel mundial. Antes fungió por una década como su directora para las Américas, con el Fondo Mundial de Mujeres y con el Alto Comisionado de las Naciones Unidas para los refugiados.

## Carrera
Guevara Rosas tiene una maestría en Estudios de la Mujer, un posgrado en Migración y Refugiados de la Universidad de York y un LLB de la Universidad de Londres.
En mayo de 2015 formó parte de la delegación de Women Cross DMZ, un movimiento mundial femenino que se moviliza por la paz en la península de Corea, compuesto por treinta mujeres, incluidas las ganadoras del Premio Nobel de la Paz Leymah Gbowee y Mairead Maguire y la feminista Gloria Steinem. En un evento organizado por la activista por la paz Christine Ahn, esta delegación cruzó la zona desmilitarizada de Corea y marchó de la mano con diez mil mujeres coreanas por las avenidas de Pionyang, por las calles de Kaesong y por la alambrada de púas de Paju.
El 11 de julio de 2021, Guevara Rosas denunció hechos represión policial durante las protestas en Cuba contra el gobierno liderado por Miguel Díaz-Canel. En su cuenta de Twitter, la funcionaria añadió: «se reportan personas heridas por disparos de la policía, detenciones arbitrarias, amenazas y ataques a periodistas, incluido fotógrafo de la agencia AP, fuerte presencia militar en las calles y un gobierno intolerante».